# Тудорово (Молдова)
Тудорово, Тудора (рум. Tudora) — село в Штефан-Водском районе Молдавии. Относится к сёлам, не образующим коммуну.

## География
Село расположено на высоте 41 метр над уровнем моря.

## Население
По данным переписи населения 2004 года, в селе Тудора проживает 2127 человек (1066 мужчин, 1061 женщина).
Этнический состав села:
| Национальность | Число жителей | Процентный состав |
| -------------- | ------------- | ----------------- |
| молдаване      | 2023          | 95,11             |
| украинцы       | 46            | 2,16              |
| русские        | 31            | 1,46              |
| румыны         | 8             | 0,38              |
| гагаузы        | 5             | 0,24              |
| цыгане         | 3             | 0,14              |
| болгары        | 3             | 0,14              |
| прочие         | 8             | 0,38              |
| Всего          | 2127          | 100 %             |